# Indagación filosófica sobre el origen de nuestras ideas acerca de lo sublime y de lo bello

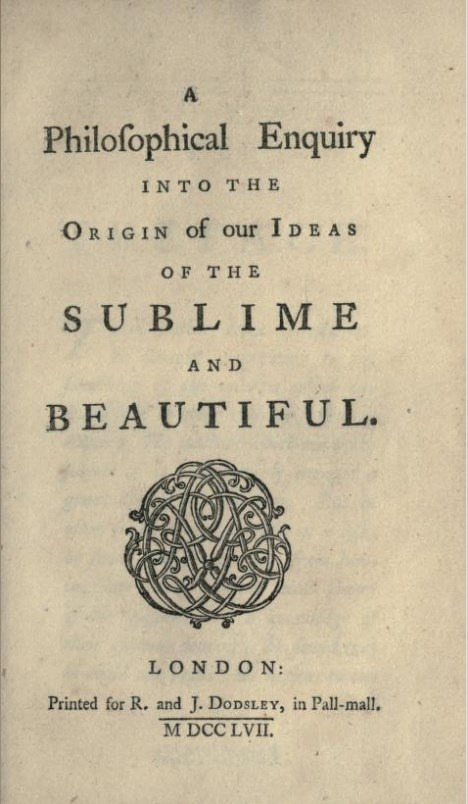

La Indagación filosófica sobre el origen de nuestras ideas acerca de lo sublime y de lo bello (en inglés: A Philosophical Enquiry into the Origin of Our Ideas of the Sublime and Beautiful) es un tratado sobre estética escrito en 1757 por Edmund Burke. El trabajo llamó la atención de importantes pensadores, como Denis Diderot e Immanuel Kant.
Resumiendo, lo Bello, según Burke, es aquello bien formado y placentero estéticamente, mientras que lo Sublime es aquello que tiene el poder de hacernos evocar y destruirnos. La preferencia de lo Sublime por sobre lo Bello fue la que marcó la transición entre el Neoclásico y la era Romántica. 
Los orígenes de nuestras ideas respecto de lo bello y lo sublime, para Burke, pueden ser entendidos gracias a sus estructuras causales. De acuerdo a la física y metafísica aristotélica, la causalidad puede ser dividida en causa formal, material, eficiente y final. La causa formal de la belleza es la pasión del amor; la causa material se relaciona con aspectos de algunos objetos como la pequeñez, la suavidad, la delicadeza, etc; la causa eficiente es el calmante de nuestros nerviosismo; la causa final es la providencia divina. 
Lo que es más original y peculiar en la visión de Burke respecto a la belleza es que no puede ser entendida bajo los viejos cánones como proporción o perfección. Lo sublime a su vez tiene una estructura causal que no responde a la de la belleza. Su causa formal es entonces la pasión del miedo (especialmente el miedo mortuorio); la causa material es igualmente ciertos aspectos de algunos objetos como la vastedad, lo infinito, la magnificencia, etc; su causa eficiente es la tensión de nuestros nervios; la causa final es Dios habiendo creado y luchado con Satán, como se expresa en el gran cantar de Milton, El paraíso perdido. La de Burke fue la primera exposición filosófica completa en separar la belleza y lo sublime y llevarlas a un campo racional particular, independiente del otro.
Kant critica a Burke por no entender las causas de los efectos mentales que ocurren en la experiencia de lo Bello o lo Sublime. Según Kant, Burke simplemente reunió información de modo tal que un futuro pensador pudiera explicarlas.

Hacer observaciones psicológicas, como hizo Burke en su tratado sobre lo Bello y lo Sublime, de forma tal que se reúna material para la conexión sistemática de reglas empíricas en el futuro -sin tener en la mira comprenderlas-, es probablemente el único deber verdadero de la psicología empírica, que difícilmente pueda aspirar a ranquear como ciencia filosófica.
Kant, Primera Introducción a la Crítica del Juicio.

- Datos: Q947972